# WRF

Расчёт модели WRF, предсказывающий радиолокационную отражательную способность для тайфуна Mawar. Использовалась сетка с шагом в 3.3 км. Период времени с полуночи 22 августа 2005 года до полуночи 24 августа 2005 года.

WRF (Weather Research and Forecasting)  (/ˈВтɔːrФ/) - численная модель прогноза погоды, система, предназначенная как для проведения атмосферных исследований, так и для оперативного прогнозирования. NWP (ЧПП) - метод моделирования и прогнозирования состояния атмосферы при помощи компьютерной модели, а WRF - набор программ, реализующих расчёт модели.  WRF поддерживает два вида динамических решателей, систему   на ассимиляции данных и программные компоненты для обеспечения параллельных вычислений и расширяемости системы. Модель WRF имеет  широкий спектр применений в метеорологии и используется в масштабах от десятков метров до тысяч километров.
Разработка WRF началась во второй половине 1990-х годов совместными усилиями  Национального центра атмосферных исследований (NCAR), Национальной администрации по океану и атмосфере (NOAA),  погодного агентства ВВС США (AFWA), военно-морской исследовательской лаборатории (NRL), университета Оклахомы, и Федерального авиационного управления (FAA). Основная часть разработки проводилась или поддерживалась NCAR, NOAA и AFWA.